# 이선화 (농구 선수)
이선화(1988년 6월 2일 ~ )는 대한민국의 농구 선수이다. 신장 181cm의 센터이다.
2006년 동일여자전산디자인고등학교 3학년 재학 중 부천 신세계 쿨캣에 1차 1순위로 지명되었으며 2008년 4월 29일에 장선형과 함께 천안 KB 세이버스로 트레이드 되었으나 같은 해 5월 19일 용인 삼성생명 비추미로 트레이드 되었으며 2013년 8월 춘천 우리은행 한새로 이적하였다.
별명으로는 여고시절 외모와 플레이가 정은순선수를 닮았다고 하여 리틀 정은순으로 불리기도 했으며 뚱, 불곰이 있다.

## 경력
- 천호초등학교
- 성덕여자중학교
- 성덕여자상업고등학교, 동일여자전산디자인고등학교[4]
- 2006년 제2회 FIBA아시아영위민(U20)농구선수권대회출전(4위)
- 부천 신세계 쿨캣
- 2007년 제18회 FIBA아시아청소년여자농구선수권대회출전 (3위)
- 용인 삼성생명 비추미
- 춘천 우리은행 한새

## 수상
- 2003년 제23회 서울특별시종별농구선수권대회 여중부 최우수선수
- 2006년 제23회 서울소년체육대회 겸 제26회 서울시농구협회장기 초중고 농구대회 여고부 최우수선수상
- 2006년 제31회 협회장기 중고농구대회 여고부 최우수선수상
- 2006년 제1회 고려대학교 총장배 고교 농구대회 리바운드상, 수비상
- 2008-2009시즌 5라운드 MIP